# Loxoneura facialis
Loxoneura facialis är en tvåvingeart som beskrevs av Kertesz 1897. Loxoneura facialis ingår i släktet Loxoneura och familjen bredmunsflugor. Inga underarter finns listade i Catalogue of Life.